# Орабі-паша
Орабі-паша (араб. أحمد عرابي; 1 квітня 1842 — 21 вересня 1911) — єгипетський націоналіст, військовий і державний діяч. Перший лідер в Єгипті, який піднявся з прошарку феллахів.

## Життєпис

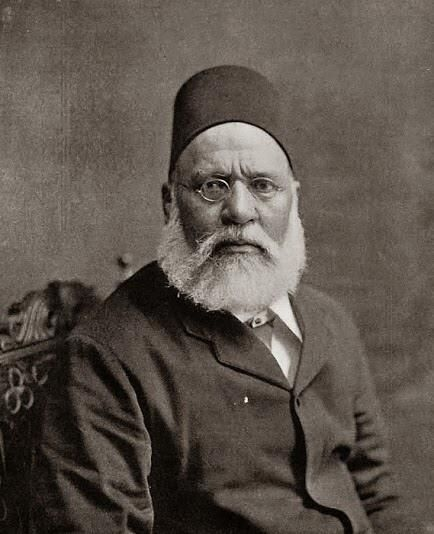
Портрет 1900 року

Походив з селянської родини з Нижнього Єгипту. Освіту здобував у військовій школі в Каїрі, дослужився до звання полковника.
1879 року брав участь у виступах єгипетських офіцерів проти іноземного контролю над Єгиптом та засилля турків у єгипетській армії. 1881 року очолив виступ Каїрського гарнізону, що проходив під гаслом «Єгипет для єгиптян», що призвів до відставки уряду хедива та створення національного кабінету, у якому Орабі-паша отримав пост військового міністра.
Після втечі Тауфіка 1882 року влада фактично перейшла до рук Орабі-паші. Влітку 1882 року він командував єгипетською армією в англо-єгипетській війні, 13 вересня його війська були розбиті у битві при Тель-ель-Кебірі, а 15 вересня Орабі-паша потрапив у полон до англійців. Був засуджений до страти, але вирок було замінено на довічне заслання на острів Цейлон.
1901 року був помилуваний та повернувся до Єгипту.

## Визнання
Орабі став засновником поширення політики на широкі маси. З часів Ґамаля Насера визнається як єгипетський герой у боротьбі за незалежність.